# George King (cestista 1994)
George McZavier King jr. (Fayetteville, 15 gennaio 1994) è un cestista statunitense.

## Carriera
È stato selezionato dai Phoenix Suns al secondo giro del Draft NBA 2018 (59ª scelta assoluta).

## Palmarès

### Squadra
- Campionato polacco: 1

Zielona Góra: 2019-20

### Individuale
- All-Pac 12 second team (2018)